# Formigueret cua-rogenc
El formigueret cua-rogenc (Epinecrophylla erythrura) és una espècie d'ocell de la família dels tamnofílids (Thamnophilidae).

## Hàbitat i distribució
Viu a la selva pluvial de les terres baixes, per l'est dels Andes, des del sud-est de Colòmbia, cap al sud, a través de l'est d'Equador fins l'est de Perú i oest amazònic del Brasil.